# 倫茨堡 (瑞士)

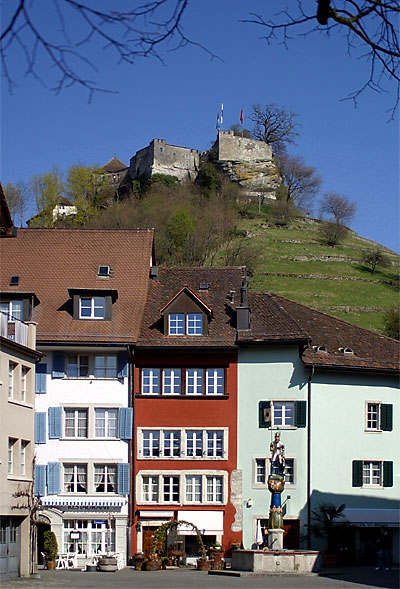

倫茨堡（德語：Lenzburg）是瑞士的一个镇，位於該國北部，由阿爾高州負責管轄，面積11.33平方公里，海拔高度405米，2011年人口8,586，其中四成居民信奉基督教。

## 外部連結
- Schloss Lenzburg （页面存档备份，存于）
- Museum Aargau on Schloss Lenzburg（页面存档备份，存于）